# Bob Bullock
Robert Douglas „Bob“ Bullock Sr. (* 10. Juli 1929 in Hillsboro, Texas; † 18. Juni 1999 in Austin, Texas) war ein US-amerikanischer Politiker. Zwischen 1991 und 1999 war er Vizegouverneur des Bundesstaates Texas.

## Leben
Bob Bullock absolvierte das heimatliche Hill College und studierte danach bis 1955 an der Texas Tech University. Nach einem anschließenden Jurastudium an der Baylor University wurde er als Rechtsanwalt zugelassen. Zwischen 1951 und 1954 diente er zur Zeit des Koreakrieges in der United States Air Force. Zwischenzeitlich hatte er mit Alkoholproblemen zu kämpfen. Von dieser Sucht konnte er sich 1981 befreien. Politisch schloss er sich der Demokratischen Partei an. Zwischen 1956 und 1960 saß er als Abgeordneter im Repräsentantenhaus von Texas. In den Jahren 1971 und 1972 bekleidete er das Amt des Secretary of State von Texas; von 1975 bis 1990 war er dort Comptroller of Public Accounts. Im Jahr 1978 wurde er wegen eines nicht näher erläuterten Vergehens angeklagt, aber freigesprochen.
1990 wurde Bullock an der Seite von Ann Richards zum Vizegouverneur von Texas gewählt. Dieses Amt bekleidete er nach einer Wiederwahl zwischen 1991 und 1999. Dabei war er Stellvertreter der Gouverneurin und Vorsitzender des Staatssenats. Seit 1995 diente er unter dem republikanischen Gouverneur George W. Bush. Er starb am 18. Juni 1999, sechs Monate nach dem Ende seiner Amtszeit als Vizegouverneur, in Austin.